# Spruceanthus marianus
Spruceanthus marianus là một loài Rêu trong họ Lejeuneaceae. Loài này được (Gottsche) Mizut. mô tả khoa học đầu tiên năm 1966.